# Raffinerie de Sihanoukville
La raffinerie de Sihanoukville ou de Kompong Som, est une ancienne raffinerie de pétrole du Cambodge aujourd’hui entièrement démantelée.

## Situation
La raffinerie était située sur la pointe du Départ, dans la baie de Kompong Som, à neuf kilomètres au nord du port de Sihanoukville.

## Historique
C'est la seule raffinerie de pétrole dont a disposé le Cambodge jusqu'à sa destruction en 1971. Elle est construite en 1967 et 1968 et appartient à la Société khmère de raffinage de pétrole (SKRP), société de droit cambodgien détenue par le gouvernement khmer à 65 % et pour 35 % par Elf Union. La SKRP a pour président Thhon Ouk et pour directeur général Marc Cosse. 210 personnes dont 70 Français détachés par Elf Union y sont employés en 1969. Elle est inaugurée le 13 novembre 1969 en présence du ministre français de l'Industrie André Bettencourt, et du chef d’État du Cambodge le prince Norodom Sihanouk.
La première réception de pétrole brut a lieu en décembre 1968. La mise en huile de la distillation atmosphérique s'effectue le 28 décembre de la même année, et le 3 janvier 1969, on expédie par camion la première livraison d'essence raffinée vers Phnom Penh. Une voie de chemin de fer reliée à la ligne Phnom Penh - Sihanoukville, permet également fin janvier 1969 le transport des produits finis (précédemment réalisé par camion via Veal Renh) par wagons citernes fournis par les entreprises Fauvet Girel. Bien après le démarrage, au deuxième semestre 1969 seulement, une ligne téléphonique est mise en service à la raffinerie. Une cité ouvrière pour héberger le personnel est édifiée.

## Caractéristiques
Sa capacité de raffinage était de 600 000 tonnes par an, elle permettait de satisfaire la demande du marché local qui était de 400 000 tonnes par an, et d'en exporter les surplus de production, dont 90 000 tonnes de mazout et 30 000 tonnes de naphte par an. Ses capacités de stockage étaient de 700 000 mètres cubes de brut et de 50 000 mètres cubes de produits finis incluant carburant aviation, lampant (huile légère du pétrole, obtenue après distillation du pétrole brut entre 150 et 300 degrés, et réservée à l'éclairage), kérosène, gazole, diesel oil (huile lubrifiante pour moteurs diesel), Fuel Oil 2 (FO2). Le pétrole brut provenait du Moyen Orient et d'Indonésie. Elle était dotée d’une distillation atmosphérique, d’un hydrotraitement, et d’un reformeur catalytique. La société Koppers France avait obtenu le marché de la construction de la raffinerie. Cet ensemble complètement autonome possédait toutes les utilités : captage de l'eau à Tuk Sap (distante de 6 kilomètres, proche des chutes de Kbal Chhay) et traitement, production d’électricité, de vapeur et d’air combiné, ainsi que les oléoducs ou "sea-lines" nécessaires à son approvisionnement en brut, ainsi qu'à l’exportation ou à l’importation de  produits blancs (distillats légers et moyens). Ces "sea-lines", avaient été sous traitées à la société Générale d’Équipement Maritime (G.E.M.) Hersent.

## Ambitions
La raffinerie de Sihanoukville était un outil technologique simple, mais qui marquait à la fin des années soixante la naissance d'un secteur d'activité entièrement nouveau : l'industrie parapétrolière, ainsi qu'un progrès remarquable dans l'approvisionnement et l'indépendance énergétique du Cambodge d'avant guerre.
En 1969 elle permettait d'économiser 2 millions de dollars de dépenses en devises par an. L'investissement représentait 800 millions de Riel, soit 230 millions de dollars de l'époque, dont la moitié fut financée par un prêt français. L’État cambodgien avait une option de rachat des 35 % de participation française après dix ans. De par la loi, la SKRP était en situation de monopole, et toutes les compagnies distributrices de carburant au Cambodge telles que Shell, Esso, Caltex étaient obligées d'en racheter les produits finis, alors que l'importation des carburants par voie fluviale via Saigon leur était bien plus profitable. Ces compagnies de distribution devaient céder peu à peu leurs activités au profit de la société nationale Tela Khmer.
La SKRP envisageait également d'installer une unité de production de gaz à usage domestique en 1970, elle faisait le projet de terminer ultérieurement ses installations par la construction d'une unité de production d'asphalte.
La raffinerie de Sihanoukville constituait un domaine industriel prometteur. La société Elf Erap effectuait au même moment des activités de prospection offshore au large, dans les eaux cambodgiennes basée sur l'île de Poulo Waï, l'intégralité du plateau continental cambodgien de 80 000 mètres carrés fut accordé en concession d'exploration. Trois forages furent réalisés, un premier en 1972, un second puis un troisième en 1974 sans résultats probants.

## Destructions et fermeture
Après 1 an et 3 mois d'exploitation, la raffinerie est dynamitée dans la nuit du 2 au 3 mars 1971 à 00 h 20, par un commando Việt Cộng. L'incendie qui s'ensuit dure près de 56 heures, soit 2 jours et 8 heures. Il met la raffinerie définitivement hors service. Une opération de récupération des stockages encore présents et de préservation (ou « coconnage », pour employer le terme utilisé par les ingénieurs d'Elf de l'époque) a lieu en vue d'un éventuel redémarrage après réparations, cette opération dure jusqu'en février 1972. Une petite équipe est maintenue sur place pour le gardiennage des installations et pour contrôler le cocon. Des études sont également réalisées afin de transformer cette raffinerie pour l'importation de brut et pour une production exclusivement dédiée à l'export. Les dirigeants d'Elf pensaient qu'elle pourrait être épargnée tant qu'elle ne produirait pas pour le marché domestique, car elle ne soutiendrait aucune des factions cambodgiennes en conflit.
Ce redémarrage tant souhaité n'a jamais vu le jour.
Pendant les derniers mois de la guerre civile cambodgienne (1967-1975), bien qu'un détachement de l'armée est chargé de surveiller les installations, certains éléments de valeur et facilement démontables de la raffinerie tels que les cuivres, le matériel électronique, les hélices des pompes sont démontés et vendus en contrebande en Thaïlande.
Le 17 avril 1975, les Khmers rouges prennent le pouvoir. Pendant l'incident du Mayaguez en mai 1975 la raffinerie est bombardée par l'aviation américaine.

## Tentatives de réhabilitation
Des tentatives ont ensuite lieu avec l'aide d'experts chinois pour la restaurer pendant la période du Kampuchéa démocratique, de 1975 à 1979.
Le 9 juin 1976, une équipe technique chinoise est envoyée sur le site. La Chine s'engage à fournir les ressources pour rénover et agrandir la raffinerie. Il est prévu d'employer 446 personnels chinois, et de redémarrer l'exploitation de la raffinerie en 1980. Le pétrole brut proviendrait des champs de Daqing situés en Chine, ce qui nécessitait des équipements additionnels de craquage catalytique pour traiter le pétrole lourd. La Chine en avait obtenu les procédés de fabrication, d'origine américaine, par le biais des services de renseignements cubains. Les importations de brut auraient alors été entièrement dépendantes de la Chine, et sans alternative possible. Dans le même temps, 80 % des anciens employés de la SKRP périrent pendant le régime des Khmers Rouges.
Le 7 janvier 1979, avec la chute du régime khmer rouge, les travaux entrepris par la Chine sont abandonnés. Le site a depuis été converti en dépôt de carburant: les «sea-lines» ont été remplacées par un quai permettant l'accostage de tankers. Les installations de production étant devenues définitivement irréparables, elles ont été complètement démantelées vers la fin des années quatre-vingt dix.

## Perspectives actuelles

### Exploration et production de pétrole
En 2008, la société Chevron a annoncé la découverte d'un gisement offshore commercialement rentable de 400 millions de barils situés dans le bloc A, au large de Sihanoukville. Chevron a dépensé 150 millions de dollars pour la prospection et estime à 600 millions de dollars le montant de l'investissement nécessaire pour démarrer l'extraction du brut. La Banque Mondiale en estime les revenus associés à 128 millions de dollars par an au commencement de l'exploitation, et qui devraient atteindre un sommet de 1,2 milliard de dollars par an après 10 ans. Des négociations entre Chevron et le Gouvernement cambodgien ont eu lieu, et l'exploitation n'a pas démarré . Le 11 août 2014 la société singapourienne KrysEnergy annonce avoir acheté pour 65 millions de dollars les participations de la société Chevron. KrysEnergy prend ainsi le contrôle des futures opérations sur le bloc A, aussi appelé "Apsara". L’extraction du pétrole brut cambodgien démarre le 29 décembre 2020 avec l'objectif de produire 7.500 barils de pétrole par jour, mais l'activité s’arrête 6 mois plus tard en juin 2021: les rendements qui sont atteints de 1.000 barils par jour étant trop faibles et la société KryEnergy ayant ainsi accéléré sa faillite. Le MT Strovolos, navire qui stockait le pétrole extrait a quitté les eaux cambodgienne avec 300.000 barils de pétrole brut extrait. La vente de ces 300.000 barils a généré 14 millions de dollars de revenus pour le gouvernement cambodgien. Une goute symbolique de cette première tentative d'extraction de pétrole a été déposée dans un trophée au mémorial "gagnant gagnant", qui recense les accomplissements majeurs du régime actuel. Le Ministère cambodgien des Mines et de l'Industrie a annoncé le 27 juillet 2022 que société canadienne EnerCam Resources Co Ltd  étudie la possibilité de reprendre les activités d'extraction laissées par KrysEnergy.

### Raffinage
En décembre 2012, une coentreprise entre les sociétés chinoise Sinomach et cambodgienne Cambodian Petrochemical Company est signée pour la construction d'une nouvelle raffinerie dans la même région côtière de Kampot et Sihanoukville sur un terrain de 365 hectares. La société américaine KBR a été sous-contractée pour fournir ses procédés d'hydrocraquage. Après de nombreux retards successif, le chantier construction de cette nouvelle raffinerie a été officiellement inauguré le 7 mai 2017. L'achèvement de la construction est prévu en 2019 mais de nouveaux retards sont régulièrement annoncés. En décembre 2020, il est annoncé une nouvelle date d’achèvement hypothétique en 2022. Le coût de cette raffinerie est estimé entre 1,63 et 2,3 milliards de dollars, essentiellement financé par un prêt chinois. Elle aura une capacité de raffinage estimée à 5 millions de barils par an.

## Sources
1. Thonn Ouk, Une raffinerie pas comme les autres, Phnom Penh, Éditions Funan, 2005, 164 p. (OCLC 461634654)
2. Minerals yearbook 1969, Volume 4 : Area reports : International, US Government Printing Office, 1971, 942 p.
3. Andrew Mertha, Surrealpolitik : The Experience of Chinese Experts in Democratic Kampuchea, Cornell University, E-Journal number 4, septembre 2012
4. (en) Andrew Mertha, Brothers in Arms, Chinese aid to the Khmer Rouge 1975-1979, Ithaca, New York, Cornell University Press, 2014, 192 p. (ISBN 978-0-8014-5265-9 et 0-8014-5265-1)
5. Sonn Moeung et Henri Locard, Prisonnier de l'Angkar, Paris, Fayard, 1993, 381 p. (ISBN 2-213-03059-6)
6. Rapport de la mission économique au Cambodge 1969, Paris, Banque Internationale pour la Reconstruction et le Développement, 1970, 171 p.